# 金剛力士

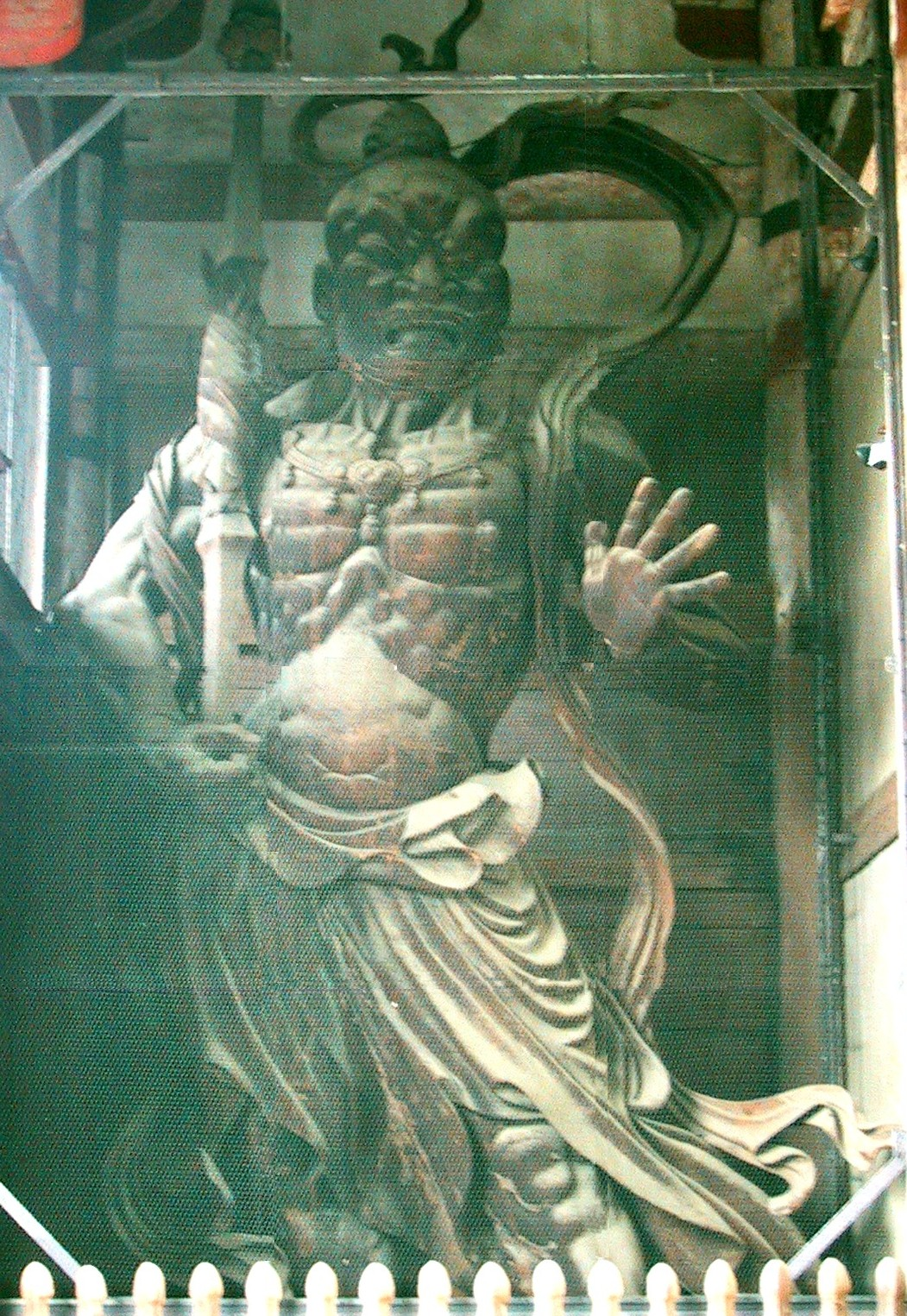
東大寺

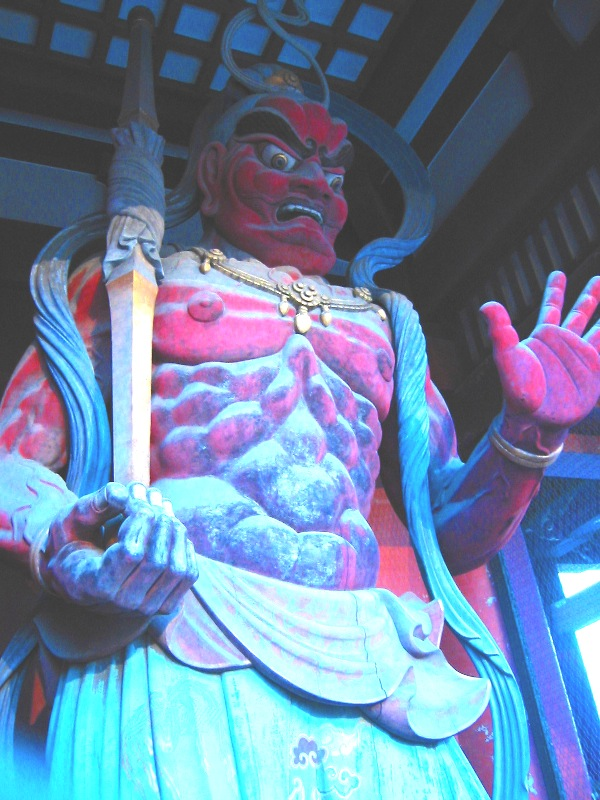
淺草寺

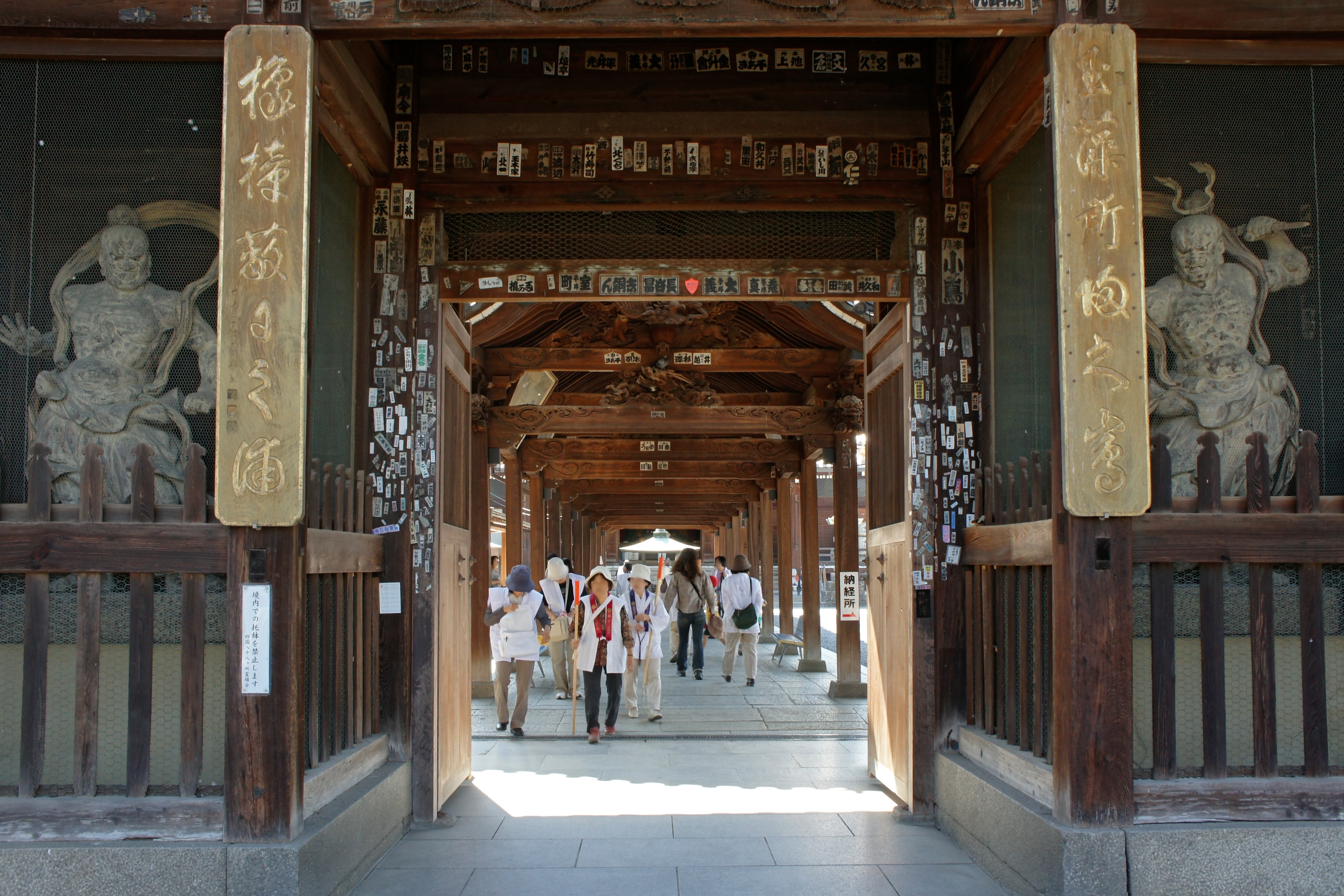
善通寺

金剛力士，又稱大力金剛神、金剛力鬼神，佛教護法，傳說中是天界的守衛，也是釋迦牟尼佛以至於諸佛的侍從官，更是佛法與僧侶的守護神，他們手執金剛杵，即執金剛神、金剛手或密迹金剛。
在佛教典籍中，「金剛」是個護法的統稱，如揭諦神、夜叉神、四大金剛、八大金剛甚至二十諸天，也時常被稱為金剛。黑色衣冠的金剛力士，稱之為伽羅神，在古印度屬於藥叉神的一種。或以為道教所謂的虎伽羅、馬伽羅、伽羅王等神靈，即此神。
依傳說不同，每個寺院有各種不同奉祀的對象。但是最有名的金剛護法，即執金剛神，佛教伽藍中，常見各種金剛力士的塑像執守佛像旁，最著名的是兩大仁王，即民間信仰所謂的「哼哈二將」。

## 概論
金剛力士，本義為手執金剛杵的力士，為天界的守衛，跟執金剛神的起源相同，是佛的侍從，即密迹金剛。

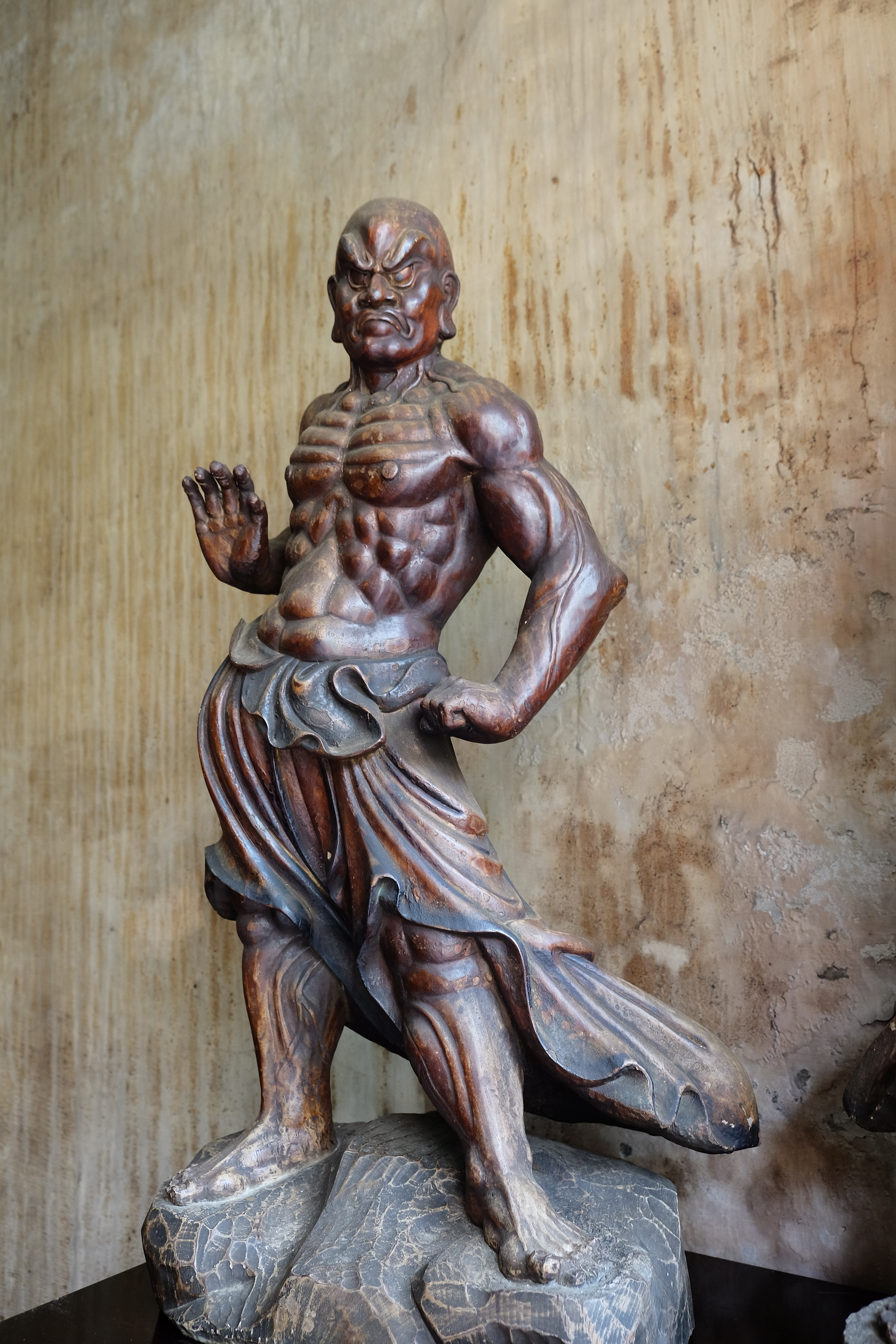
哼將軍（密跡金剛） - 大稻埕慈聖宮, 台灣台北

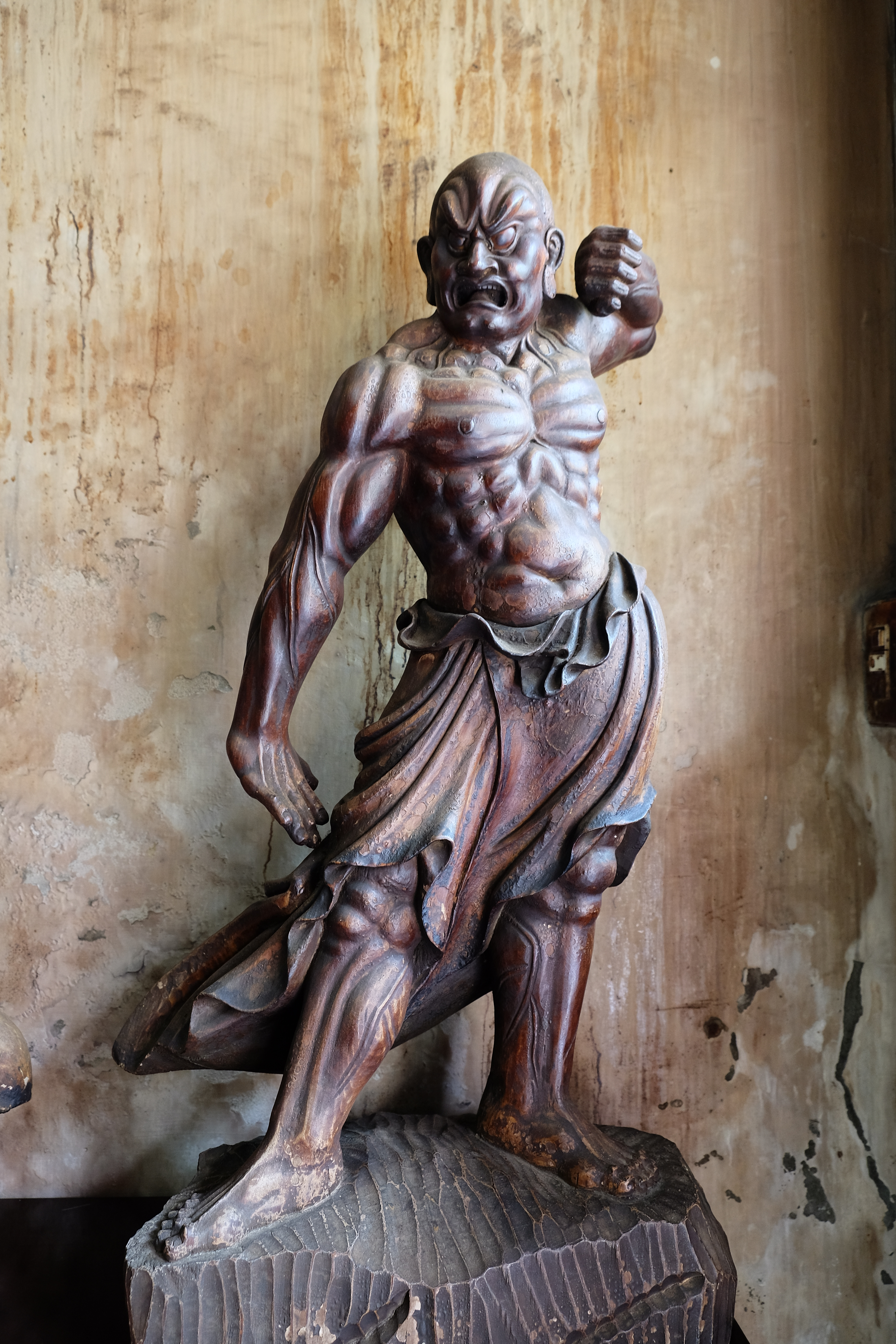
哈將軍（那羅延金剛） - 大稻埕慈聖宮, 台灣台北

## 寺院門神

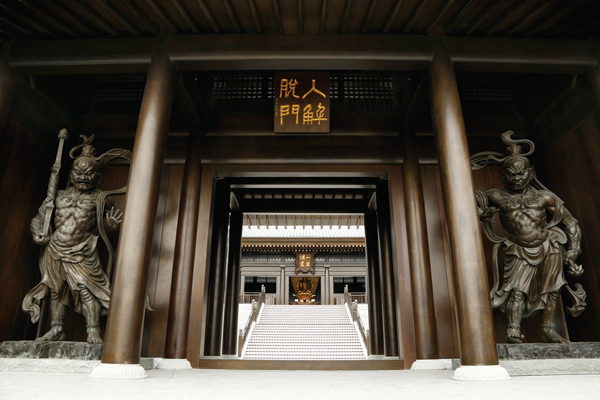
香港慈山寺的山門的金刚力士- 密迹金剛像 (右) 和那羅延金剛像 (左)

禪宗叢林山門的金剛力士塑像，通常是左右各一的兩大仁王，又稱二金剛、二天王、二天、二王尊。
相傳給孤獨長者捐獻祇园精舍供僧團起居，在大門上繪上執杖藥叉作為守護。根據這個傳說，佛教寺院在山門兩側，常彩繪兩位金剛力士，作為門神守護寺院。
在《大寶積經》的密迹金剛，被認為是樓至佛化身。隨著傳說，變成守護寺門的兩位金剛力士。
中國傳統上，右方稱金剛，左方為力士。或是右方稱那羅延金剛，左方為密跡。
被認為是門神的兩位金剛力士，有數種不同說法。一般來說，右方的金剛力士，為開口，代表阿形。左方金剛力士，為閉口，代表吽形。一個說法，閉口吽形稱哼，開口阿形稱哈，形成哼哈二將。
據《大日經》，右方為難勝金剛，左方為對面金剛。
千手觀音的二十八部眾中，那羅延天為右弼，密跡金剛為左輔，也是常見的金剛力士門神。